# Ergasilus cyanopictus
Ergasilus cyanopictus is een eenoogkreeftjessoort uit de familie van de Ergasilidae. De wetenschappelijke naam van de soort is voor het eerst geldig gepubliceerd in 1962 door Carvalho.